# Lerdo de Tejada
Lerdo de Tejada là một đô thị thuộc bang Veracruz, México. Năm 2005, dân số của đô thị này là 18640 người.